# Добрыниха (Московская область)
Добрыниха — село в городском округе Домодедово Московской области России.
В селе имеется 25 улиц.

## История
В 1890-е годы урочище Добрыниха принадлежало графине Марии Владимировне Орловой-Давыдовой. 
В 1898 году она основала здесь благотворительную общину «Отрада и Утешение», включавшую больницу, богадельню, сиротский приют и церковно-приходскую школу. В 1893 году построен сестринский корпус с домовой церковью в честь иконы Божьей Матери «Отрада и Утешение». В 1900—1904 годах был построен Успенский собор по проекту архитектора С. У. Соловьёва. Росписи храма были выполнены маслом мастерами фирмы П. П. Пашкова. В 1930—1960 годы часть построек утрачена; собор использовался под склад и после пожара разрушался. С 1990-х годов началось восстановление собора и некоторых монастырских построек. Часть общинного комплекса занимает психиатрическая больница № 2 имени О. В. Кербикова.
До 1994 года село входило в Угрюмовский сельсовет, с 1994 до 2007 год — в Угрюмовский сельский округ Домодедовского района. С 2007 до 2012 года село было центром Угрюмовского административного округа, с 2012 года — центром Угрюмовской территории в рамках территориального отдела Повадинского и Растуновского административных округов городского округа Домодедово.

## Население
| 2002 | 2010 |
| ---- | ---- |
| 1299 | ↘848 |

## Достопримечательности
В Добрынихе находятся Собор Успения Пресвятой Богородицы и домовая церковь иконы Божией Матери «Отрада и Утешение» Русской православной церкви.